# 源満末
源 満末（みなもと の みつすえ）は、平安時代後期の武将。嵯峨源氏。『蒲池物語』では融流で源是茂の子孫とされるが「蒲池家譜」にはそのような記述は見えない。源末行の子。官位は従五位下とされる。

## 略歴
嵯峨源氏も満末の代になると都では栄達の途はない中下級官人となるしかなく、従五位下に叙爵された後、仁安3年（1168年）に肥前国の皇室直轄荘園の神埼荘（鳥羽院領神埼荘）に荘官(荘園管理官)として下向。『蒲池物語』では神埼の豪族である松浦党山代氏の力を背景に武士として土着したとされる。
神埼は日宋貿易に着目していた平忠盛以来、平家が知行しており、満末が下向した頃は平清盛の全盛期であったこともあり満末は山代氏や他の松浦党と同じく平家の傘下に置かれる。
子・貞宗には壱岐国の賊徒追討の記録があり、曽孫（あるいは子）の源久直（蒲池久直）が源平合戦（治承・寿永の乱）の功により鎌倉幕府の鎮西御家人として筑後国三潴郡蒲池の地頭となり蒲池氏を称する。